# Hildibald (Chur)
Hildibald (bl. im 10. Jahrhundert) war Bischof von Chur.
Hildibald wird erstmals erwähnt 972 oder 975, letztmals 988. Von etwa 972 bis 988 war er Bischof von Chur. Im Jahr 972 entschied Otto I. einen Streit mit Arnold aus Schänis um einen Hof in Zizers zugunsten Hildibalds. Diese Urkunde von 972 wurde eventuell rückdatiert. Otto II. erneuerte 976 den Tauschvertrag von 960 zwischen Otto I. und Bischof Hartpert und übertrug Hildibald 980 den Brückenzoll an der Mera in Chiavenna. Otto III. bestätigte dem Hochstift 988 die Schenkungen seiner Vorfahren sowie die Immunität und den Königsschutz.